# Aegialoalaimus elegans
Aegialoalaimus elegans är en rundmaskart som beskrevs av De Man 1907. Enligt Catalogue of Life ingår Aegialoalaimus elegans i släktet Aegialoalaimus och familjen Aulolaimidae, men enligt Dyntaxa är tillhörigheten istället släktet Aegialoalaimus och familjen Axonolaimidae. Arten är reproducerande i Sverige. Inga underarter finns listade i Catalogue of Life.